# Канна, Матильда
Матильда Канна — французский геолог, исследовательница формирования океанической коры, а также тектонических и магматических изменений срединно-океанических хребтов.

## Образование и карьера
В 1983 году окончила Нантский университет, где занималась офиолитами и тектоническими процессами. Получив докторскую степень, работала в Даремском университете, затем в Национальном центре научных исследований Франции (1986 год). В 1992 году получила должность в Университете Пьера и Марии Кюри, в 2001 году перешла в Институт физики мира в Париже.
Была избрана членом Американского геофизического союза (2014), который отметил её «за фундаментальный вклад в понимание аккреции океанической литосферы и коры».

## Исследования
Исследования Канны сосредоточены на магматизме и изменениях океанической коры, особенно на срединно-океанических хребтах. Её ранние исследования были посвящены офиолитам в Калифорнии и западных Альпах, что способствовало пониманию процессов, происходящих на морском дне.
В середине 1990-х годов она описала формирование морского дна на медленно расширяющихся срединно-океанических хребтах, представив модель, согласно которой новое морское дно формируется из пород, тектонически поднятых из мантии. Эта идея отличалась от процессов, описанных для быстро распространяющихся срединно-океанических хребтов, и в интервью 2018 года она назвала это своим величайшим достижением. Исследования включали семнадцать глубоководных погружений на борту подводного аппарата «Наутиле».

### Избранные публикации
- Cannat, Mathilde (1996). How thick is the magmatic crust at slow spreading oceanic ridges?. Journal of Geophysical Research: Solid Earth (англ.). 101 (B2): 2847–2857. Bibcode:1996JGR...101.2847C. doi:10.1029/95JB03116. ISSN 2156-2202.
- Cannat, Mathilde; Sauter, Daniel; Mendel, Véronique; Ruellan, Etienne; Okino, Kyoko; Escartin, Javier; Combier, Violaine; Baala, Mohamad (1 июля 2006). Modes of seafloor generation at a melt-poor ultraslow-spreading ridge. Geology (англ.). 34 (7): 605–608. Bibcode:2006Geo....34..605C. doi:10.1130/G22486.1. ISSN 0091-7613.
- Cannat, Mathilde; Mevel, Catherine; Maia, Marcia; Deplus, Christine; Durand, Cecile; Gente, Pascal; Agrinier, Pierre; Belarouchi, Abdel; Dubuisson, Gilles; Humler, Eric; Reynolds, Jennifer (1 января 1995). Thin crust, ultramafic exposures, and rugged faulting patterns at the Mid-Atlantic Ridge (22°–24°N). Geology (англ.). 23 (1): 49–52. Bibcode:1995Geo....23...49C. doi:10.1130/0091-7613(1995)023<0049:TCUEAR>2.3.CO;2. ISSN 0091-7613.
- Cannat, Mathilde (1993). Emplacement of mantle rocks in the seafloor at mid-ocean ridges. Journal of Geophysical Research: Solid Earth (англ.). 98 (B3): 4163–4172. Bibcode:1993JGR....98.4163C. doi:10.1029/92JB02221. ISSN 2156-2202.

## Награды и почести
- Серебряная медаль Национального центра научных исследований Франции (Médaille d’Argent du CNRS) (2009)[12][11][13]
- Член Американского геофизического союза (2014)
- Медаль Стефана Мюллера, Европейский союз наук о Земле (2020)[14]
- Медаль Мэрчисона, Геологическое общество Лондона (2023)[15]